# Korucak, Çamlıyayla
Korucak là một xã thuộc huyện Çamlıyayla, tỉnh Mersin, Thổ Nhĩ Kỳ. Dân số thời điểm năm 2011 là 331 người.